# Villardondiego
Villardondiego is een gemeente in de Spaanse provincie Zamora in de regio Castilië en León met een oppervlakte van 24,35 km². Villardondiego telt 97 inwoners (1 januari 2016).

## Demografische ontwikkeling
Bron: INE, 1857-2011: volkstellingen